# Herfried Kutzelnigg
Herfried Kutzelnigg (* 8. Juli 1941 in Homberg am Niederrhein) ist ein deutscher Biologe und Botaniker.

## Leben
Kutzelnigg studierte von 1961 bis 1968 an den Universitäten Köln und Düsseldorf Biologie und promovierte 1968 mit einer Dissertation über Mutationsforschung bei Pflanzen.
Von 1972 bis zu seiner Pensionierung im Jahre 2006 war er Akademischer Oberrat für Botanik an der Universität Duisburg, später an der Universität Essen, seit der Fusion an der Universität Duisburg-Essen. Er beschäftigt sich mit Floristik, Ökologie und mit der Systematik der Blütenpflanzen und forscht im Bereich der Flora des Westlichen Ruhrgebietes und ihren Veränderungen. Schwerpunkte sind dabei die Rosaceen-Unterfamilie der Maloideae (Kernobstgewächse) und die Bastardierung bei Pflanzen.
Er verfasste Fachbücher über Botanik, teils in Zusammenarbeit mit Ruprecht Düll, und widmete sich als Universitätsprofessor der Ausbildung angehender Biologielehrer aller Schulstufen.
Er ist seit 1966 mit Gislinde Kutzelnigg, geborene Weiß, verheiratet.

## Werke (Auswahl)
- Versuche zur Auslösung von Plastommutationen bei Oenothera, Naturwissenschaftlich-philosophische Fakultät Düsseldorf, Dissertation vom 9. Dezember 1968
- Punktkartenflora von Duisburg und Umgebung, von Ruprecht Düll und Herfried Kutzelnigg, Westdeutscher Verlag GmbH, Opladen 1980, ISBN 978-3-531-0291 0-8
- Neues botanisch-ökologisches Exkursionstaschenbuch: das Wichtigste zur Biologie bekannter heimischer Pflanzen, von Ruprecht Düll und Herfried Kutzelnigg, Quelle & Meyer, Heidelberg/Wiesbaden 1988, ISBN 3-494-01177-X
- Die Gefässpflanzen des Pitztals/Tirol: Standorte, Höhenverbreitung und etwa 1000 Verbreitungskarten, von Herfried Kutzelnigg und Ruprecht Düll, IDH-Verlag Bad Münstereifel-Ohlerath 1989, ISBN 3-925425-05-5
- Moosbibliographie Zentraleuropas, von Herfried Kutzelnigg, Wolfgang Ostendorp und Ruprecht Düll, IDH-Verlag Bad Münstereifel-Ohlerath 1992, ISBN 3-925425-09-8
- Taschenlexikon der Pflanzen Deutschlands: ein botanisch-ökologischer Exkursionsbegleiter zu den wichtigsten Arten, von Ruprecht Düll und Herfried Kutzelnigg, 6. Aufl., Quelle und Meyer Wiebelsheim 2005, ISBN 3-494-01397-7
- Taschenlexikon der Pflanzen Deutschlands und angrenzender Länder: die häufigsten mitteleuropäischen Arten im Porträt, von Ruprecht Düll und Herfried Kutzelnigg, Quelle und Meyer, Wiebelsheim 2011, ISBN 978-3-494-01424-1
- Die Wild- und Nutzpflanzen Deutschlands Vorkommen-Ökologie-Verwendung, von Ruprecht Düll(†) und Herfried Kutzelnigg, Quelle und Meyer, Wiebelsheim 2022, ISBN 978-3-494-01825-6